# Batalla de las Mil Cavernas
En el universo imaginario de Tolkien, la batalla de las Mil Cavernas fue una batalla entre los elfos de Doriath y los enanos de Nogrod en la ruina de Doriath.

## Antecedentes
El año 501 P.E., el señor oscuro Morgoth decidió dejar en libertad a Hurin, un valeroso guerrero que había capturado en una batalla. Pero lo engañó, dado que sus sirvientes lo siguieron. Al estar en libertad, el primer pensamiento de Hurin fue ir a Gondolin el más poderoso reino élfico, donde era tratado con honores. Al no encontrar la entrada, fue a Nargothrond otro reino élfico. Al llegar descubrió que ya había caído bajo la sombra. Pero encontró a Mîm, un enano que había revelado al señor oscuro el escondite de su hijo, que escapa del poder de la sombra. Entonces Hurin asesinó a Mim. Entonces, fue a Doriath otro de los más poderosos reinos élficos, llevando consigo el Nauglamír, la mayor joya de Nargothrond, que tenía la forma de un collar de piedras preciosas. Al llegar, lo arrojó a los pies del rey Thingol, señor del reino, y luego, arrepentido, saltó de los acantilados al océano del occidente y de ese modo terminó el más poderoso de los hombres mortales.
Thingol, decidió unir el Silmaril, la mayor joya de los elfos, que tenía la forma de un cristal de diamante y resplandecía como una estrella con luz propia, y el Nauglamír que le dio Hurin y encargó esta tarea a los enanos de Nogrod. Al terminar la tarea, estos exigen a Thingol que se lo entregue, porque eran ambiciosos y en realidad eran los enanos quienes forjaron el Nauglamír, pero él se negó. Entonces lo asesinaron y huyeron, pero los Elfos Grises los mataron, y solo dos regresaron a su reino. Pero, con el deseo de vengarse, mintieron y dijeron que los habían matado para no darles su recompensa por orden de Thingol. Al saber eso el señor de Nogrod reunió a su ejército para atacar Doriath.

## El combate
Entonces Melian, la esposa de Thingol, era una maia, una especie de ser inmortal menor a los poderes, al saber del ejército de Nogrod, envió un mensajero a su hija Lúthien, que vivían con Beren en Tol Galen. Y poco después, al ser un espíritu menor, regresó a Aman, el reino de los poderes y la cintura de Melian, el encantamiento que protegía a Doriath, se rompió.
Los enanos cruzaron el Gelion en Sarn Athrad y continuaron hasta cruzar el Aros. Nadie pudo oponerles resistencia porque eran mucho más numerosos.
Los enanos penetraron Doriath y entraron en Menegrot, la capital, donde se enfrentaron a las fuerzas de Mablung, alto capitán de Doriath, y los enanos sufrieron grandes pérdidas
Pero al final los Elfos fueron derrotados y ahí cayó Mablung, "el de la mano pesada" con su última mirada posada en el Nauglamír, que fue tomado, mientras los elfos grises huían de los enanos.

... los capitanes de los elfos grises titubearon y se desesperaron, y fueron de aquí para allá sin objeto alguno. Pero los enanos siguieron adelante, y cruzaron el gran puente y penetraron en Menegroth; y allí ocurrió uno de los hechos más dolorosos de los Días Antiguos. Porque se libró una batalla en las Mil Cavernas, y muchos Enanos y Elfos murieron; y esto no se olvidó.
— Tolkien, 1984, «Quenta Silmarillion».